# Велецо Белини
Велецо Белини (итал. Vellezzo Bellini) је насеље у Италији у округу Павија, региону Ломбардија.
Према процени из 2011. у насељу је живело 1649 становника. Насеље се налази на надморској висини од 91 м.

## Становништво
| 1931. | 1936. | 1951. | 1961. | 1971. | 1981. | 1991. | 2001. | 2011. |
| ----- | ----- | ----- | ----- | ----- | ----- | ----- | ----- | ----- |
| 1.435 | 1.439 | 1.457 | 1.322 | 1.225 | 1.217 | 1.268 | 2.251 | 3.066 |